# Евграф (Музалевский-Платонов)
Архимандрит Евграф (в миру Евфимий Музалевский-Платонов; 1769, село Радождево, Калужская провинция — 11 [23] ноября 1809, Санкт-Петербург) — архимандрит Русской православной церкви, проповедник, ректор Санкт-Петербургской духовной академии.

## Биография
Учился в Троицкой лаврской семинарии, где был удостоен стипендии митрополита Платона (Левшина) вместе с правом именоваться «Платоновым». По окончании семинарии был учителем Перервинской семинарии, затем учителем, префектом и ректором (1802—1808) Троицкой лаврской семинарии. Одновременно он был архимандритом Иосифо-Волоколамского (1804—1808) и Валдайского Святоезерского (1808—1809) монастырей.
Определением Комиссии духовных училищ от 12 ноября 1808 года архимандрит Евграф был назначен ректором открываемой Санкт-Петербургской духовной академии, в составе тогда ещё Временного академического правления. Тогда же его избрали профессором по классу богословских наук.
4 февраля 1809 года архимандрит Евграф утверждён ректором академии, и 6 февраля Комиссия духовных училищ поручила ему сделать прибывшим студентам «надлежащее испытание в знании их и способностях».
17 февраля 1809 года Санкт-Петербургская духовная академия «с приличным духовным обрядом» была открыта. В присутствии митрополита Санкт-Петербургского Амвросия (Подобедова) и членов Комиссии духовных училищ архимандрит Евграф прочитал вступительный богословский урок «О божественном происхождении христианской религии, счастье народа, на основании её долг свой блюдущего, достоинстве и евангельской истине исповедания Греко-Российской Церкви и настоящих преднамерениях к усугублению истинного просвещения». Ко дню открытия академии архимандрит Евграф был пожалован орденом Святой Анны 2-й степени.
С 9 августа 1809 года — настоятель Юрьева монастыря.
Скончался 11 (23) ноября 1809 года на 41-м году жизни. Погребён за алтарём церкви в честь Сошествия Святого Духа Свято-Троицкой Александро-Невской лавры. Надпись на утраченном надгробии гласила:
Горел, дабы другим светить,

Но всех лучей своих он не успел излить;

Чем дух скорее зрел, тем больше плоть слабела.

Здесь бесполезную сложив одежду тела,

Он в радость поспешил Владыки своего.

Здесь живши для Христа, там обретет Его.

## Сочинения
Ему принадлежат: два «Слова» на день коронования императора Александра I (Москва, 1806, и Санкт-Петербург, 1808) и «Слово при погребении бригадира П. А. Булгакова» (Москва, 1810). — См. прот. П. Лепарский «Памяти первого ректора Петербургской духовной академии архимандрита Евграфа» («Церковный вестник», 1909, № 46 и 47).